# Автономно изолиращо средство за дихателна защита
Автономно изолиращо средство за дихателна защита (АИС, на английски: Self Contained Breathing Apparatus, SCBA) е изолиращо средство за дихателна защита, респиратор, което за определено време е независимо от околната атмосфера.

## Класификация
АИС биват с отворена и със затворена система.

### Автономни изолиращи средства с отворена система
При тези АИС (наричани също въздушни изолиращи апарати, ВДА) вдишваният въздух се черпи от сгъстен въздух, съхраняван в бутилка (или бутилки), като количеството на сгъстения въздух и потреблението му определят времето на престой в опасната среда. След издишване въздухът се извежда навън (в атмосферата), и не се използва отново. Еднократната употреба на въздуха намалява срока на експлоатация на ВДА (обикновено по-малко от 2 часа). За да се справят частично с този недостатък, производителите са разработили специални клапани, чрез които бутилките могат бързо да се запълнят със сгъстен въздух (без да се снема респираторът). Апаратите с отворена система осигуряват въздух за дишане, чиято температура е ниска. Това улеснява прилагането им при тежка физическа работа; такива ВДА често се използват от пожарникари и спасители.

### Автономни изолиращи средства със затворена система
След издишване въздухът съдържа много въглероден диоксид и малко кислород. При тези АИС (наричани също кислородни изолиращи противогази, КИП) издишаният въздух преминава през химически активен патрон, който абсорбира въглеродния диоксид. По време на абсорбцията във въздуха може да се добави кислород (респиратор с химичен източник на кислород). Други видове респиратори използват бутилки със сгъстен кислород или със сгъстен въздух. След отстраняване на въглеродния диоксид от въздуха и след обогатяването му с кислород, той се вдишва отново. При едно и също тегло, тези респиратори могат да се използват 4 часа (или повече). Абсорбцията протича екзотермично и вдишваният въздух е нагрят. Това пречи при тежък физически труд.

## Методи за подаване на въздуха
Подаването на въздух в лицевата маска при АИС с отворена и със затворена система може да става с нормално или с положително (повишено) налягане. Обикновено въздухът се подава под маската през белодробен автомат. Ако автоматът подава въздуха (при вдишване) при по-ниско от атмосферното налягане, това е респиратор с нормално налягане. Ако автоматът подава въздуха така, че налягането в маската (при вдишване) е винаги по-високо от атмосферното налягане, това е респиратор с положително (повишено) налягане.
Ако по време на вдишване няма свръхналягане на въздуха в маската, атмосферният (замърсен) въздух може да проникне в лицева част през пролуките между маската и лицето. Тези АИС не се използват в опасна среда, но те могат да се прилагат, когато въздухът е с твърде малко кислород. Очакваните коефициенти на защита при положително (повишено) налягане са 10 000 (в САЩ) и 2000 (във Великобритания), а при нормално налягане – 50 и 40, съответно.

## Използване на АИС
АИС се използват широко от пожарникари, спасителни служби, в индустрията, както и от военните. Използваните от пожарникари АИС трябва да издържат на топлина и на огън. Следователно, очаква се те да са по-скъпи (поради използването на специални материали). Такива респиратори могат да имат и специална аларма. Тя изпраща сигнал за бедствие, ако лицето не се движи в продължение на известно време (около 30 секунди).
Ако по време на вдишване няма свръхналягане на въздуха в маската, атмосферният (замърсен) въздух може да проникне в лицевата част през пролуките между маската и лицето. Научните изследвания на ефективността на респираторите по время на тяхното използване от пожарникари при гасене на пожари, както и изследванията на условията на труд на пожарникарите, показат, че е възможно просмукването на много замърсявания. Така, до 30% от времето концентрацията на въглероден монооксид може да надвиши 0,5%; при това във въздуха е имало много малко кислород. Когато пожарникарите използвали АИС без повишено налягане под маската без прекъсване, това не предотвратявало значителното увеличение на концентрацията на карбоксихемоглобин в кръвта. Затова тези АИС не се използват в опасна среда, но те могат да се прилагат, когато въздухът е с твърде малко кислород. Очакваните коефициенти на защита при положително (повишено) налягане са 10 000 (в САЩ) и 2000 (във Великобритания), а при нормално налягане – 50 и 40, съответно.
През 60-те и 70-те години на 20 век на въоръжение в българската пожарна служба са се намирали кислородни изолиращи апарати (КИП-5), произвеждани в бившия СССР.
Работниците в промишлените предприятия могат да използват комбинирани дихателни апарати. Чист сгъстен въздух се доставя в лицева част чрез външен маркуч (с който е съоръжено работното място), а въздухът от бутилката се използва при преминаване от едно работно място до друго.
Има специални АИС за евакуация от работното място, когато има опасност (авария и др.). Това са т. нар. самоспасители. Изолиращите самоспасители са опростени и олекотени АИС, които може да са предназначени за еднократно използване. Срокът на експлоатация на тези респиратори трябва да бъде достатъчно голям, така че хората да имат време да достигнат до безопасно място.
Документ на американския National Institute for Occupational Safety and Health (Национален институт за охрана на труда) съдържа препоръки за избора на респиратори и самоспасители.
Водещи западни производители разработват комбинирани средства за защита. Те се състоят от филтриращи и изолиращи респиратори. Ако въздухът съдържа достатъчно кислород, човек използва филтриращия респиратор. Това увеличава срока на експлоатация и намалява теглото на такъв комбиниран респиратор.